# Timothy McCarthy

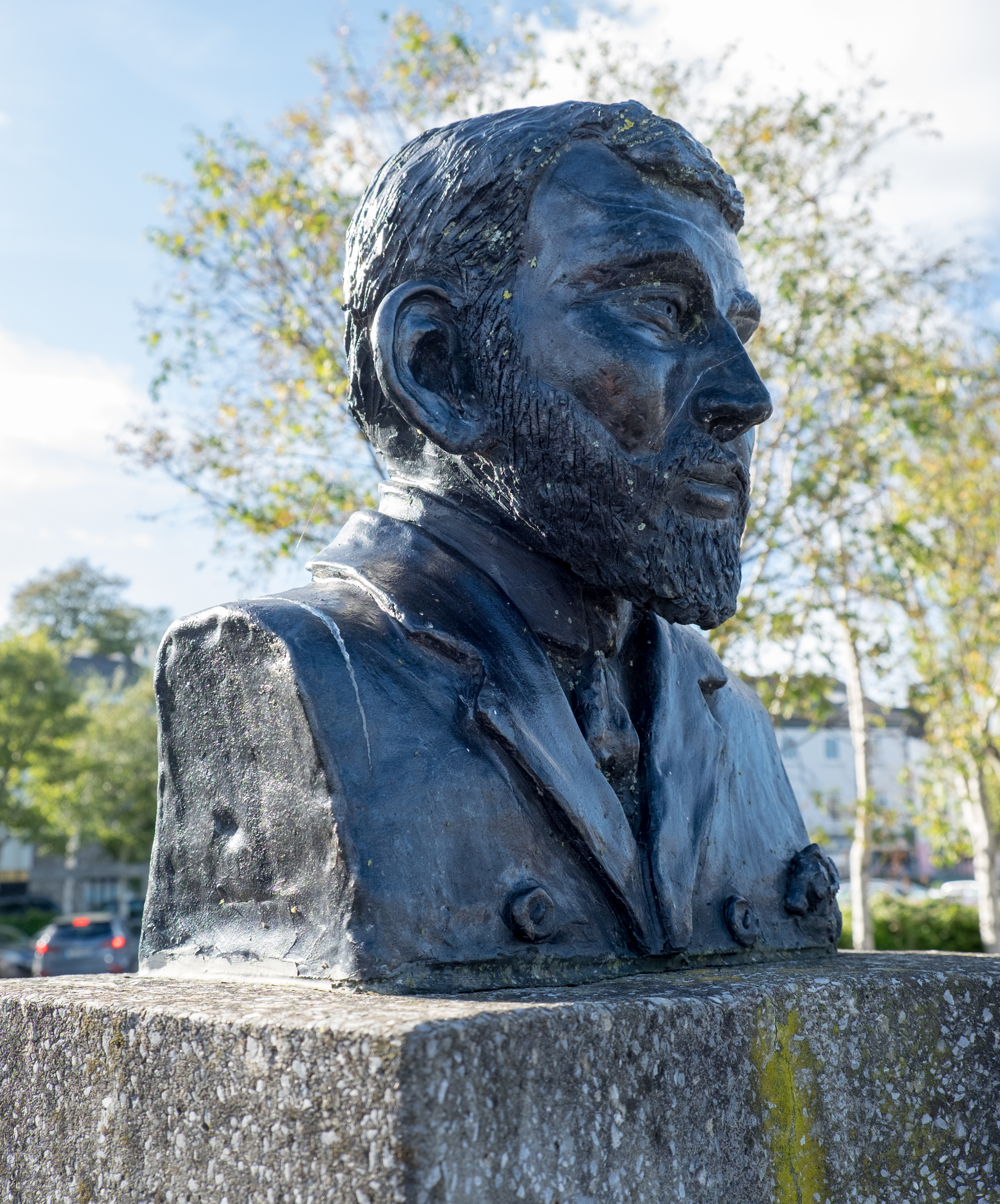
Busto de Timothy McCarthy en Kinsale, Irlanda.

Timothy 'Tim' McCarthy (15 de julio de 1888 - 16 de marzo de 1917) fue un marino irlandés. Se le conoce mejor por su participación en la Expedición Imperial Transantártica de 1914-1916, por lo cual recibió la Medalla Polar.

## Biografía
McCarthy nació el 15 de julio de 1888 en Kinsale, Irlanda. Ingresó al Endurance como marinero, participando de lleno en los peligros y privaciones del mar de Weddell, particularmente después de que el Endurance se hundió y la tripulación naufragó en un iceberg. Más tarde, la tripulación se vio obligada a abordar los botes salvavidas.
El comandante de la expedición, Ernest Shackleton quedó impresionado por el desempeño de McCarthy's durante la travesía de supervivencia desde el norte del mar de Weddell hasta la isla Elefante, y luego cuando el líder de la expedición decide re zarpar el mejor de los botes en mar abierto, con el objetivo de contactar potenciales rescatistas en Georgia del Sur, McCarthy fue uno de los cinco hombres que escogió para acompañarlo. El día 16 del viaje del James Caird en abril y mayo de 1916 se convierte en un clásico de la historia de supervivencia humana, y el navegante del bote, Frank Worsley, alabó ferviente y reiteradamente a McCarthy por sus servicios en mantener el bote a flote y ayudando a asegurar la supervivencia del grupo.
Cuando el James Caird, en condiciones de hundimiento, logra llegar a la desconocida costa sur de Georgia del Sur, dos de los seis hombres del grupo estaban físicamente inhabilitados para entregar más servicios. Shackleton y sus hombres llevaron el bote a una agreste playa, que llamaron campamento Peggotty. Tres de los hombres -- Tom Crean, Worsley, y Shackleton cruzaron la montañosa isla cubierta de hielo en busca de rescatistas, mientras los otros tres, McCarthy, el carpintero Harry McNish y el incapacitado marinero John Vincent, quedaron brevemente en el campamento bajo el liderazgo informal de McCarthy. El cruce de la isla fue exitoso y el grupo se reencontró después de menos de 48 horas. Pronto McCarthy se encontró dirigiéndose al norte. Habiendo participado exitosamente de su propio rescate, su participación en la tripulación había concluido.
Una vez desembarcado en las islas británicas, McCarthy (que no era un nacionalista irlandés y se identificaba con el Imperio Británico) encontró a su país enfrentado en la I Guerra Mundial. Se unió a la reserva de la Marina Real como marinero en jefe. En esos deberes fue asignado a las armas en el S.S. Narragansett, un carguero de petróleo. El 16 de marzo de 1917, el barco fue torpedeado y hundido en el Atlántico frente a la costa británica. McCarthy, de 28 años de edad, fue el primer miembro del equipo del mar de Weddell de la expedición Imperial Transantártica en fallecer.

## Legado
En 1916-17, McCarthy fue premiado con la Medalla Polar de bronce. La isla McCarthy, una isla rocosa frente a la bahía Rey Haakon donde el James Caird desembarcó, fue bautizada en su honor por la South Georgia Survey dentro del periodo 1951-1957. Un busto conjunto de Tim McCarthy y su hermano Morty McCarthy, también explorador antártico, fue erigido en su ciudad natal, Kinsale, Irlanda, en septiembre de 2000.